# Prisa Media Chile
Prisa Media Chile (anteriormente Ibero Americana Radio Chile) es el principal conglomerado radiofónico chileno. Pertenece a Prisa Radio, una filial del grupo español Prisa.

## Historia
Prisa Media Chile (anteriormente Ibero Americana Radio Chile) es el producto de la fusión de dos conglomerados radiales chilenos: por una parte, el Consorcio Radial de Chile (CRC) y por el otro lado, Ibero American Radio Chile.

### Consorcio Radial de Chile
CRC se fundó en abril de 1997 y era propiedad del Grupo Latino de Radio (hoy Prisa Radio). Controlaba las radios Radio Activa, Bésame Radio Chile, Los 40 Principales Chile y W Radio Chile.

### Ibero American Radio Chile
IARC, fundada el 5 de junio de 1998, era filial del grupo Clasxon Chile S.A., que a su vez era propiedad de Claxson Interactive Group y que a su vez, pertenecía a Ibero American Media Partners (de donde adquirió su nombre), un consorcio formado entre Grupo Cisneros y el fondo de inversión Hicks, Muse, Tate & Furst (hoy HM Capital Partners). IARC operaba las radios Imagina, Concierto, Futuro, Pudahuel, Rock & Pop, FM Dos, Corazón y FM Hit.
La empresa era administrada por Roberto Vivo Chaneton (Presidente), Marcelo Zúñiga (Gerente General) y Carlos Parker (Gerente Comercial). Para 2004, poseía el 36,4% de la audiencia del mercado.

#### Compra de radios
Desde su fundación como Compañía de Radios S.A. en junio de 1998, Ibero Americana Radio Chile se fundó con base en compras realizadas a empresarios locales, las emisoras de radio que fueron compradas en Santiago (incluyendo sus repetidoras en regiones) y que servirían como base para la red nacional, fueron:
- Sociedad Blaya y Vega Ltda.: comprada en 1998
  - Radio Pudahuel
  - 89.3 FM (Frecuencia arrendada a la Corporación de Radio María)
- Compañía Chilena de Comunicaciones S.A.: compradas en septiembre de 1998
  - Radio Rock & Pop
  - Radio Corazón
- Sociedad Radiodifusora Concierto Ltda.:[3] comprada en noviembre de 1998
  - Radio Concierto, la frecuencia sería transformada en FM Hit en octubre de 1999 y el nombre sería ocupado hasta la compra de la frecuencia 88.5, en septiembre de 2000.
  - Radio Futuro

Para el resto, fueron compradas sus frecuencias y renombradas para crear nuevas emisoras:
- Radio Andrés Bello, 98.5 MHz, para Radio FM Dos en marzo de 1999.
- Radio Oxígeno, 88.5 MHz, comprada en agosto de 1999, para Radio Concierto en septiembre de 2000.
- Radio Aurora, 88.1 MHz, adquirida en marzo del 2000, para Radio Imagina en agosto de 2002.

A nivel regional, también fueron adquiridas estaciones de radio locales (e históricas), llegando a tener, antes de su fusión con CRC, 120 emisoras en todo el país.

#### Segmentación de radios
A 2004, la segmentación de radios era la siguiente:
| Radio      | Estilo                         | Segmento género   | Segmento edad | Segmento Socioeconómico |
| ---------- | ------------------------------ | ----------------- | ------------- | ----------------------- |
| Pudahuel   | Pop (latino)                   | Mujeres           | 25 a 59 años  | ABC1 y C2               |
| FM Dos     | Pop (nacional y latino)        | Mujeres           | 20 a 34 años  | ABC1, C2 y C3           |
| Rock & Pop | Rock y pop (nacional y anglo)  | Hombres y mujeres | 20 a 34 años  | ABC1, C2 y C3           |
| FM Hit     | Pop (nacional, latino y anglo) | Hombres y mujeres | 15 a 24 años  | ABC1, C2 y C3           |
| Futuro     | Rock (anglo)                   | Hombres           | 25 a 59 años  | ABC1, C2 y C3           |
| Corazón    | Pop (latino)                   | Hombres y mujeres | 25 a 59 años  | C3 y D                  |
| Concierto  | Rock, pop e indie (anglo)      | Hombres y mujeres | 35 a 44 años  | ABC1 y C2               |
| Imagina    | Pop (latino y anglo)           | Mujeres           | 35 a 59 años  | ABC1 y C2               |

### Fusión con Unión Radio
El 22 de diciembre de 2006, Unión Radio, a través de su filial internacional Grupo Latino de Radio, adquirió el 100 % de las acciones de Ibero American en manos del grupo Claxson. Esta transacción tuvo un valor aproximado de US$75 millones. Así, a través de CRC, el conglomerado español pasó a convertirse en el mayor actor de radiofonía en Chile con 11 cadenas de radio y más de 200 estaciones asociadas a lo largo del país, de las cuales tuvo que deshacer 18 concesiones tras una cláusula del Tribunal de Defensa de la Libre Competencia en 2008.
Poco después de la adquisición, Ibero American y CRC se fusionaron bajo la denominación Ibero Americana Radio Chile. Como producto de esta fusión, las cadenas FM Hit y Los 40 Principales fueron fusionadas en una sola, llamada Hit 40 en 2008. Esta última revirtió su nombre en marzo de 2009 a «Los 40 Principales». Misma situación ocurrió con las cadenas Imagina y Bésame, aunque en este caso se conservó el nombre de la primera. Además se lanzó ADN Radio Chile en reemplazo de W Radio Chile en marzo de 2008.
El número de emisoras de IARC al nivel nacional ha disminuido con el paso de los años por ventas realizadas a emisoras religiosas de denominación evangélica o protestante de mayor audiencia como Radio Corporación, Radio Armonía e Inicia Radio, las cuales no tienen relación con IARC.

## Organización
- Marcelo Zúñiga Vettiger, presidente.[9][10]
- Ricardo Berdicheski Sommerfeld, director general.
- Sergio Schlesinger S., director de operaciones.
- Hugo Forno Naranjo, director de programación.
- Marcelo Aldunate L., asesor de la dirección ejecutiva.[11]

## Ubicación
Las oficinas y estudios de todas las radios de IARC (excepto ADN) se encuentran en calle Eliodoro Yáñez 1783, Providencia, Santiago. Los estudios de ADN, se encuentran al costado de su edificio corporativo, en calle Eliodoro Yáñez 1809.

## Emisoras

### Frecuencia modulada
- Imagina 88.1
- Concierto 88.5
- Futuro 88.9
- Pudahuel 90.5
- ADN Radio 91.7
- Radio Activa 92.5
- Rock & Pop 94.1
- FM Dos 98.5
- Corazón 101.3
- Los 40 101.7

### Emisoras desaparecidas
- Bésame Radio (2003-2008), que se fusionó con Radio Imagina.
- FM Hit (1999-2007), que se fusionó con Los 40 Principales, cambiando su nombre a Hit 40 para finalmente llamarse otra vez Los 40 Principales (a partir de 2016 se conoce globalmente como Los 40).
- W Radio (2002-2008), que se transformó en ADN Radio Chile.
- M1 Music One, ubicada en el 89.3 FM de Santiago, nacida en 1998 de la mano de la Sociedad Blaya y Vega Ltda., propietaria de Radio Pudahuel, funcionando hasta el 31 de diciembre de 2000. Cuando la frecuencia es devuelta a la Pontificia Universidad Católica de Chile, dueña de la concesión de la señal, que se mantenía en arriendo.
- Radio Uno, entre 2008 y 2016 en FM.

## Actuales frecuencias
El siguiente es un listado de las actuales frecuencias de IARC:
| Región de Arica y Parinacota - Arica - 88.1 MHz Concierto - 89.7 MHz Radio Activa - 91.5 MHz Pudahuel - 95.3 MHz ADN Radio Chile - 97.7 MHz Radio Imagina - 98.5 MHz Los 40 - 99.5 MHz Futuro - 100.7 MHz FM Dos - 105.3 MHz Corazón FM Región de Tarapacá - Iquique - 89.7 MHz Los 40 - 90.7 MHz Radio Activa - 93.9 MHz Rock & Pop - 94.7 MHz Corazón FM - 96.3 MHz Concierto - 101.3 MHz FM Dos - 103.1 MHz ADN Radio Chile - 103.7 MHz Pudahuel - 105.3 MHz Radio Imagina - 105.7 MHz Futuro Región de Antofagasta - Calama - 91.1 MHz ADN Radio Chile - 95.3 MHz Pudahuel - 98.5 MHz Radio Activa - 103.5 MHz Radio Corazón - 104.7 MHz FM Dos - Antofagasta - 88.9 MHz ADN Radio Chile - 90.7 MHz Concierto - 91.5 MHz Corazón FM - 94.5 MHz Futuro - 95.9 MHz Pudahuel - 98.5 MHz FM Dos - 100.5 MHz Radio Activa - 105.1 MHz Los 40 Región de Atacama - Copiapó - 89.3 MHz Pudahuel - 92.1 MHz Radio Activa - 94.7 MHz Corazón FM - 98.9 MHz Radio Imagina - 101.7 MHz ADN Radio Chile - 102.5 MHz Concierto - 104.9 MHz Futuro - 105.7 MHz FM Dos Región de Coquimbo - La Serena/Coquimbo - 89.5 MHz ADN Radio Chile - 90.1 MHz Concierto - 91.7 MHz Corazón FM - 92.3 MHz Futuro - 96.3 MHz Rock & Pop - 99.9 MHz Pudahuel - 100.9 MHz Radio Activa - 105.3 MHz FM Dos - 105.7 MHz Los 40 - Ovalle - 90.1 MHz Radio Activa - 92.7 MHz Pudahuel - 98.1 MHz ADN Radio Chile - 104.3 MHz FM Dos - 105.1 MHz Corazón FM - Tongoy - 98.9 MHz ADN Radio Chile | Región de Valparaíso - Gran Valparaíso - 90.3 MHz Radio Activa - 91.7 MHz Los 40 - 93.1 MHz Concierto - 94.1 MHz ADN Radio Chile - 100.5 MHz Corazón FM - 104.5 MHz FM Dos - 105.7 MHz Pudahuel - Los Andes y San Felipe - 89.3 MHz FM Dos - 90.1 MHz Pudahuel - 96.9 MHz ADN Radio Chile - San Antonio - 88.7 MHz Radio Activa - 91.5 MHz ADN Radio Chile - 94.3 MHz Corazón FM - 94.7 MHz Pudahuel - 100.9 MHz FM Dos - Isla de Pascua - 88.3 MHz ADN Radio Chile - 104.3 MHz Los 40 Región Metropolitana de Santiago - Gran Santiago - 88.1 MHz Imagina - 88.5 MHz Concierto - 88.9 MHz Futuro - 90.5 MHz Pudahuel - 91.7 MHz ADN Radio Chile - 92.5 MHz Radio Activa - 94.1 MHz Rock & Pop - 98.5 MHz FM Dos - 101.3 MHz Corazón - 101.7 MHz Los 40 Región del Libertador General Bernardo O'Higgins - Rancagua - 91.7 MHz Pudahuel - 100.7 MHz Los 40 - 101.1 MHz FM Dos - 103.7 MHz ADN Radio Chile - 104.3 MHz Corazón Región del Maule - Curicó - 97.7 MHz ADN Radio Chile - Talca - 90.3 MHz Pudahuel - 93.5 MHz ADN Radio Chile - 98.1 MHz FM Dos - 98.9 MHz Radio Imagina - 100.1 MHz Radioactiva - 104.5 MHz Radio Corazón - Constitución - 90.1 MHz ADN Radio Chile - Linares - 88.9 MHz Radio Pudahuel - 91.3 MHz ADN Radio Chile - 93.1 MHz Corazón FM - Cauquenes - 95.1 MHz Los 40 - 98.3 MHz ADN Radio Chile Región de Ñuble - Chillán - 96.3 MHz FM Dos - 101.3 MHz ADN Radio Chile - 103.9 MHz Pudahuel Región del Bío-Bío - Gran Concepción - 92.5 MHz Los 40 - 93.1 MHz Rock & Pop - 96.1 MHz Corazón FM - 99.9 MHz Pudahuel - 101.1 MHz FM Dos - 104.1 MHz ADN Radio Chile - 106.5 MHz Radio Futuro - Los Ángeles - 90.3 MHz Pudahuel - 103.1 MHz Corazón FM - 104.9 MHz ADN Radio Chile | Región de la Araucanía - Temuco - 90.3 MHz Pudahuel - 92.1 MHz ADN Radio Chile - 92.9 MHz Los 40 - 93.5 MHz Rock & Pop - 95.5 MHz Radio Activa - 99.5 MHz FM Dos - 104.7 MHz Futuro - 105.7 MHz Corazón FM - Villarrica/Pucón - 89.1 MHz FM Dos - 89.7 MHz Pudahuel - 97.1 MHz ADN Radio Chile (Villarrica) - 98.1 MHz Concierto - 102.3 MHz ADN Radio Chile (Pucón) Región de Los Ríos - Valdivia - 92.5 MHz Pudahuel - 97.3 MHz Corazón FM - 99.3 MHz Los 40 - 100.5 MHz FM Dos - 102.3 MHz Concierto - 104.1 MHz ADN Radio Chile Región de los Lagos - Osorno - 89.7 MHz Corazón FM - 91.9 MHz Pudahuel - 92.3 MHz ADN Radio - 97.1 MHz FM Dos - Puerto Varas. - 88.5 MHz ADN Radio Chile - Puerto Montt - 88.1 MHz ADN Radio Chile - 89.9 MHz Radio Corazón - 95.5 MHz Pudahuel - 100.3 MHz Radio Activa - 102.5 MHz Los 40 - 104.5 MHz FM Dos - 105.9 MHz Futuro - Ancud - 93.7 MHz Pudahuel - 106.5 MHz ADN Radio Chile - Castro - 104.3 MHz ADN Radio Chile Región de Aysén - Coyhaique - 92.9 MHz Radio Activa - 94.5 MHz FM Dos - 96.5 MHz Corazón FM - 101.5 MHz Radio Imagina - 105.1 MHz ADN Radio Chile - 106.5 MHz Pudahuel Región de Magallanes y de la Antártica Chilena - Punta Arenas - 89.7 MHz Futuro - 91.5 MHz Corazón FM - 92.1 MHz FM Dos - 92.7 MHz Concierto - 93.5 MHz ADN Radio Chile - 94.7 MHz Los 40 - 98.3 MHz Pudahuel - 105.7 MHz Radio Activa |

## Observaciones
- A comienzos del año 2002, Radio Corazón abandona las frecuencias 94.5 MHz de Antofagasta, 91.5 MHz de Chillán y 97.1 MHz de Villarrica, siendo reemplazada por Radio Futuro.
- El 1 de abril de 2007, Radio Imagina abandona las frecuencias 91.5 MHz de Antofagasta y 100.5 MHz de Viña del Mar y Valparaíso, siendo reemplazada en ambos casos por Radio Corazón. En esa misma fecha, Radio Concierto abandona la frecuencia 96.1 MHz de Concepción y Talcahuano, siendo reemplazada por la misma Radio Corazón y al mismo tiempo, Radio Futuro abandona la frecuencia 91.5 MHz de Chillán, siendo reemplazada en esta misma frecuencia por Radio Corazón.
- En 2008, Rock & Pop abandona la frecuencia 89.1 MHz de Villarrica y Pucón, siendo reemplazada por Los 40.
- En enero de 2008, Radio Imagina se fusiona con Bésame Radio, conservando el nombre de la primera. Las frecuencias de Bésame pasaron a ser parte de Imagina, con excepción de Arica, Santiago, Talca y Osorno, donde se mantuvieron.
- A principios de 2008, FM Hit se fusiona con Los 40 principales creando Hit 40. Esto mantuvo emisiones en dúplex en las dos frecuencias (donde estuvieran las dos radios). La lista de cómo fueron reorganizadas las frecuencias una vez fusionadas se puede ver en el artículo de Los 40.
- En mayo de 2008, Radio Imagina abandona la frecuencia 96.3 MHz de Chillán, siendo reemplazada por FM Dos, ya que la frecuencia anterior (101.3 MHz) fue reemplazada por ADN Radio Chile. Rock & Pop abandona la frecuencia 105.5 MHz de Algarrobo y Radio Pudahuel abandona la frecuencia 94.3 MHz de Vallenar, siendo reemplazada en ambos casos por ADN Radio Chile, en esa misma fecha, Radio Pudahuel abandona la frecuencia 92.9 MHz de Constitución, siendo reemplazada por Radio Imagina, ya que la frecuencia anterior (90.1 MHz) fue reemplazada por ADN Radio Chile. Radio Corazón se traslada del 91.5 MHz al 88.7 MHz (ex-ADN Radio Chile) en Chillán, ya que la frecuencia anterior (91.5 MHz) fue reemplazada por la misma emisora ADN Radio Chile en Pinto. FM Dos abandona la frecuencia 92.7 MHz de Los Ángeles, siendo vendida y reemplazada por Positiva FM (sin relación con IARC). Radio Corazón abandona las frecuencias 96.9 MHz de Puerto Montt y 106.7 MHz de Ancud, la primera siendo vendida y reemplazada por Positiva FM (hoy Radio Agricultura, ambas sin relación con IARC) y la segunda siendo reemplazada por ADN Radio Chile, respectivamente. Radioactiva abandona las frecuencias 88.5 MHz de Parral, 89.1 MHz de Chillán y 94.5 MHz de Los Ángeles, siendo reemplazada por Los 40. Radioactiva abandona la frecuencia 98.9 MHz de Rancagua, siendo reemplazada por Radio Concierto. FM Dos se traslada del 93.5 MHz al 98.1 MHz en Talca, mediante un intercambio de frecuencias con ADN Radio Chile.
- En junio de 2008, Radio Concierto abandona la frecuencia 92.3 MHz de Panguipulli, siendo reemplazada por ADN Radio Chile.
- En julio de 2008, Radio Imagina abandona las frecuencias 96.9 MHz de San Felipe y Los Andes y 102.7 MHz de Rengo, siendo reemplazada por ADN Radio Chile. Radio Imagina abandona la frecuencia 97.9 MHz de Temuco, siendo vendida y reemplazada por NRG FM y finalmente por Radio Armonía (ambas sin relación con IARC). Radio Imagina abandona la frecuencia 91.1 MHz de Quintero, siendo reemplazada por Radioactiva. FM Dos se traslada del 102.5 MHz al 89.1 (ex-Los 40) en San Antonio, ya que la frecuencia anterior (102.5 MHz) fue vendida y reemplazada por Radio Valparaíso y finalmente por Positiva FM (ambas sin relación con IARC). FM Dos se traslada del 105.9 MHz al 104.5 MHz (ex-Radioactiva) en Viña del Mar y Valparaíso, ya que la frecuencia anterior (105.9 MHz) fue vendida y reemplazada por Radio Valparaíso (sin relación con IARC). Radioactiva abandona la frecuencia 105.5 MHz de Concepción y Talcahuano, siendo vendida y reemplazada por NRG FM, Positiva FM y finalmente por Digital FM (todas sin relación con IARC). Radioactiva se traslada del 92.1 MHz al 95.5 MHz en Temuco, mediante un intercambio de frecuencias con ADN Radio Chile. Radioactiva se traslada del 104.1 MHz al 96.7 MHz en Valdivia, mediante un intercambio de frecuencias con ADN Radio Chile (hoy Radio Armonía en la frecuencia 96.7 MHz en Corral y Niebla), sin relación con IARC.
- En marzo de 2009, Rock & Pop se traslada del 103.7 MHz al 100.3 MHz en Rancagua, mediante un intercambio de frecuencias con ADN Radio Chile. Los 40 se traslada del 106.3 MHz al 102.5 MHz en Puerto Montt, ya que la frecuencia anterior (106.3 MHz) fue vendida y reemplazada por Radio Classica y Tropical Stereo (hoy Radio Sur FM en Puerto Varas y Lago Llanquihue), todas sin relación con IARC.
- El 13 de marzo de 2009, Radio Concierto abandona las frecuencias 98.9 MHz de Tongoy, 101.5 MHz de Lago Rapel, 89.3 MHz de Futrono y 103.1 MHz de Puerto Varas, siendo reemplazada por ADN Radio Chile.
- El 2 de enero de 2011, Radio Imagina abandona la frecuencia 105.1 MHz de Antofagasta, siendo reemplazada por Los 40, ya que la frecuencia anterior (97.1 MHz) fue vendida y reemplazada por Digital FM (sin relación con IARC), es segunda vez que abandona esta ciudad, anteriormente estuvo en la frecuencia 91.5 MHz (hoy Radio Corazón).
- El 5 de agosto de 2013, Rock & Pop abandona la frecuencia 97.7 MHz de Punta Arenas, siendo vendida y reemplazada por My Radio (sin relación con IARC).
- El 17 de marzo de 2014, ADN Radio Chile se traslada del 103.1 MHz al 88.5 MHz en Puerto Varas, dejando en la frecuencia 103.1 MHz en Puerto Montt a Radio Imagina, hoy Radio Armonía (sin relación con IARC).[n 1]
- El 30 de abril de 2014, ADN Radio Chile abandona la frecuencia 101.5 MHz de Lago Rapel, siendo vendida y reemplazada por Radio Caramelo (sin relación con IARC).
- En 2014, por ley de radios comunitarias, con el fin de ordenar las radios comerciales y de baja recepción, varias radios del consorcio tuvieron que re-ubicarse en el dial:
  - En Arica, Radio Corazón se traslada del 107.5 MHz al 105.3 MHz.
  - En Iquique, Radio Futuro se traslada del 107.3 MHz al 105.7 MHz.
  - En Calama, ADN Radio Chile se traslada del 107.1 MHz al 91.1 MHz.
  - En Copiapó, Rock & Pop se traslada del 105.1 al 104.9 (hoy Radio Futuro), dejando en el 105.3 MHz a Radio María (sin relación con IARC).
  - En La Serena y Coquimbo, FM Dos se traslada al 105.3 MHz, dejando en el 107.9 MHz a Radio Comunitaria Pinamar (sin relación con IARC).
  - En el Gran Valparaíso, Los 40 se traslada del 107.1 MHz al 91.7 MHz y Radio Pudahuel se traslada del 107.7 MHz al 105.7 MHz.
  - En Melipilla, ADN Radio Chile se traslada del 106.5 MHz al 103.5 MHz (hoy Radio Armonía, sin relación con IARC).
  - En Los Ángeles, Radio Imagina se traslada del 106.7 MHz al 104.1 MHz.
  - En Pucón, ADN Radio Chile se traslada del 107.1 MHz al 102.3 MHz.
  - En Valdivia, Radio Imagina se traslada del 107.5 MHz al 106.1 MHz (hoy Radio Beethoven, sin relación con IARC).
  - En Puerto Montt, Radio Pudahuel se traslada del 106.9 MHz al 95.5 MHz y Radio Imagina se traslada del 88.7 MHz al 103.1 MHz (hoy Radio Armonía, sin relación con IARC).[n 1]
  - En Ancud, ADN Radio Chile se traslada del 106.7 MHz al 106.5 MHz.
  - En Coyhaique, FM Dos se traslada del 106.9 MHz al 94.5 MHz.
- Durante el último tiempo también varias frecuencias del conglomerado dejaron de emitir debido a que estas frecuencias fueron vendidas para comenzar a emitir la emisora cristiano-evangélica Radio Armonía (sin relación con IARC):
  - El 31 de julio de 2014, Rock & Pop abandona la frecuencia 104.9 MHz de Copiapó y Tierra Amarilla, siendo reemplazada por Radio Futuro.[n 2]
  - El 19 de agosto de 2014, Radio Concierto abandona la frecuencia 93.9 MHz de San Antonio.
  - El 15 de septiembre de 2014, Radio Activa abandona la frecuencia 96.7 MHz de Valdivia y Corral.
  - El 23 de septiembre de 2014, Los 40 abandona la frecuencia 99.1 MHz de San Felipe y Los Andes.
  - El 1 de enero de 2015, ADN Radio Chile abandona la frecuencia 103.5 MHz de Melipilla.
  - El 2 de enero de 2015, Radio Imagina abandona la frecuencia 103.1 MHz de Puerto Montt y Los 40 abandona la frecuencia 102.9 MHz de Talca.
- El 25 de febrero de 2016, Radio Uno deja de transmitir en la frecuencia 97.1 MHz de Santiago, debido a que la propuesta ya no era novedosa. La frecuencia fue vendida a la emisora cristiano-evangélica Radio Corporación (sin relación con IARC) y Radio Uno continuó como señal en línea para todo Chile y el mundo.[22]
- El 23 de marzo de 2016, Rock & Pop abandona la frecuencia 93.1 MHz del Gran Valparaíso, siendo reemplazada por Radio Concierto.[n 3]
- En septiembre de 2016 ADN Radio Chile abandona la frecuencia 102.7 MHz de Rengo y Radio Uno abandona la frecuencia 91.1 MHz de La Serena y Coquimbo, ambas fueron vendidas a Radio Corporación (sin relación con IARC).
- El 23 de diciembre de 2016, ADN Radio Chile abandona la frecuencia 91.5 MHz de Pinto, siendo reemplazada por Radio Imagina.
- El 1 de enero de 2017, Rock & Pop abandona la frecuencia 89.9 MHz de Puerto Montt, siendo reemplazada por Radio Corazón, que regresa después de casi 9 años de ausencia, en medio de una reducción de frecuencias de la primera emisora, ya que la frecuencia anterior (96.9 MHz) en 2008 fue vendida y reemplazada por Positiva FM (hoy Radio Agricultura, ambas sin relación con IARC).
- El 9 de mayo de 2017, Radioactiva abandona la frecuencia 88.5 MHz de Osorno, siendo vendida y reemplazada por Radio Corporación (hoy FM del Río, ambas sin relación con IARC).
- El 10 de mayo de 2017, Rock & Pop, abandona la frecuencia 102.5 MHz de Arica, siendo vendida y reemplazada por Radio Corporación (hoy Radio Amor, ambas sin relación con IARC).
- El 16 de mayo de 2017, Rock & Pop abandona la frecuencia 93.5 MHz de Osorno, siendo reemplazada por Radioactiva. Ya que la frecuencia anterior (88.5 MHz) fue vendida a Radio Corporación (hoy FM del Río, ambas sin relación con IARC).
- El 8 de marzo de 2019, Radio Imagina abandona la frecuencia 106.5 MHz de Calama, siendo vendida y reemplazada por Radio Desierto (sin relación con IARC).
- El 2 de junio de 2019, ADN Radio Chile abandona la frecuencia 105.5 MHz de Algarrobo, siendo vendida y reemplazada por Radio Inolvidable, sin relación con IARC (hoy frecuencia disponible).
- El 15 de diciembre de 2019, Radio Imagina abandona la frecuencia 91.5 MHz de Chillán, siendo vendida y reemplazada por Radio Interactiva (sin relación con IARC).
- El 6 de febrero de 2020, Radio Imagina abandona la frecuencia 104.1 MHz de Los Ángeles, siendo vendida y reemplazada por Radio Corporación (sin relación con IARC).
- El 7 de febrero de 2020, Los 40 abandona la frecuencia 89.1 MHz de Chillán, siendo vendida y reemplazada por Radio Corporación (sin relación con IARC).
- El 8 de febrero de 2020, Radio Pudahuel abandona la frecuencia 93.9 MHz de Curicó, siendo vendida y reemplazada por Radio Corporación (sin relación con IARC).
- El 26 de febrero de 2020, Los 40 abandona la frecuencia 103.5 MHz de Calama, siendo reemplazada por Radio Corazón. Ya que la frecuencia anterior (91.5 MHz) fue vendida a FM de Los Recuerdos, hoy Radio La que más se escucha (ambas sin relación con IARC).
- El 5 de marzo de 2020, Radio Concierto abandona la frecuencia 98.9 MHz de Rancagua, siendo vendida y reemplazada por Radio Corporación (hoy Tipógrafo Radio, ambas sin relación con IARC).
- El 14 de mayo de 2020, Rock & Pop abandona la frecuencia 100.3 MHz de Rancagua, siendo vendida y reemplazada por Radio Armonía (sin relación con IARC).
- El 15 de mayo de 2020, Los 40 abandona la frecuencia 94.5 MHz de Los Ángeles, siendo vendida y reemplazada por Radio Armonía (sin relación con IARC).
- A fines de julio de 2020 también varias frecuencias del conglomerado dejaron de emitir debido a que estas frecuencias fueron vendidas para comenzar a emitir la emisora cristiana Inicia Radio (sin relación con IARC):
  - El 24 de julio de 2020, Radioactiva abandona la frecuencia 92.7 MHz de San Felipe y Los Andes y al mismo tiempo, Radio Imagina abandona la frecuencia 90.7 MHz de Punta Arenas.
  - El 25 de julio de 2020, Radio Concierto abandona la frecuencia 105.7 MHz de Valdivia y al mismo tiempo, ADN Radio Chile abandona las frecuencias 92.3 MHz de Panguipulli y 94.1 MHz de Puerto Aysén.
  - El 3 de agosto de 2020, Los 40 abandona la frecuencia 97.7 MHz de Copiapó y al mismo tiempo, Rock & Pop abandona la frecuencia 106.3 MHz de Antofagasta, FM Dos se traslada del 96.7 MHz al 104.3 MHz (ex-Los 40) en Ovalle, FM Dos se traslada del 89.1 MHz al 100.9 MHz (ex-Los 40) en San Antonio, Radio Corazón abandona la frecuencia 88.7 MHz por segunda vez en Chillán (anteriormente estuvo en la frecuencia 91.5 MHz); hoy Radio Interactiva, sin relación con IARC, Radio Imagina abandona la frecuencia 92.9 MHz de Constitución, ADN Radio Chile se traslada del 89.1 MHz al 92.3 MHz (ex-Imagina) en Osorno, Radio Corazón se traslada del 89.5 MHz al 96.5 MHz (ex-Los 40) en Coyhaique.
  - El 6 de agosto de 2020, ADN Radio Chile se traslada del 97.9 MHz al 104.3 MHz (ex-Corazón) en Castro, ya que la frecuencia anterior (97.9 MHz) fue vendida y reemplazada por dicha emisora cristiana.
- En septiembre de 2020, ADN Radio Chile abandona la frecuencia 94.3 MHz de Vallenar, siendo vendida y reemplazada por Candy Radio (hoy Radio RT, ambas sin relación con IARC).
- El 28 de diciembre de 2020, Radioactiva abandona la frecuencia 93.5 MHz de Osorno, siendo vendida y reemplazada por CLG Radio (sin relación con IARC), es segunda vez que abandona esta ciudad, anteriormente estuvo en la frecuencia 88.5 MHz (hoy FM del Río, ambas sin relación con IARC).
- El 1 de julio de 2021, Radioactiva abandona la frecuencia 91.1 MHz del Gran Valparaíso, siendo vendida y reemplazada por Radio Somos (sin relación con IARC).
- El 24 de octubre de 2021, Los 40 abandona la frecuencia 88.5 MHz de  Parral, siendo vendida y reemplazada por Radio Temporera (sin relación con IARC).
- El 4 de noviembre de 2021, FM Dos se traslada del 90.7 MHz al 97.1 MHz (ex-Los 40) en Osorno, ya que la frecuencia anterior (90.7 MHz) fue vendida y reemplazada por Radio Beethoven (sin relación con IARC); al mismo tiempo, Rock & Pop abandona la frecuencia 102.3 MHz de Valdivia, siendo reemplazada por Radio Concierto, que regresa después de 1 año de ausencia, ya que la frecuencia anterior (105.7 MHz) fue vendida y reemplazada por la emisora cristiana Inicia Radio (sin relación con IARC) y finalmente, Radio Imagina abandona la frecuencia 106.1 MHz de Valdivia, siendo vendida y reemplazada por Radio Beethoven (sin relación con IARC).
- El 12 de julio de 2022, ADN Radio Chile abandona la frecuencia 89.3 MHz de Futrono, siendo vendida y reemplazada por Radio Azúcar y finalmente por Radio La Mexicana (ambas sin relación con IARC).
- El 5 de enero de 2023, Radio Imagina abandona la frecuencia 90.3 MHz del Gran Valparaíso, siendo reemplazada por Radioactiva, ya que la frecuencia anterior (91.1 MHz) fue vendida y reemplazada por Radio Somos (sin relación con IARC), en esta ocasión no es una venta de frecuencias, si no una estrategia comercial de IARC para potenciar la emisora.
- El 7 de febrero de 2023, Radioactiva abandona la frecuencia 91.7 MHz de Talca, siendo vendida y reemplazada por Radio Chilena del Maule (sin relación con IARC)
- El 15 de marzo de 2023, Rock & Pop abandona la frecuencia 100.1 MHz de Talca y San Clemente, siendo reemplazada por Radioactiva, ya que la frecuencia anterior (91.7 MHz) fue vendida y reemplazada por Radio Chilena del Maule (sin relación con IARC), en esta ocasión no es una venta de frecuencias, si no una estrategia comercial de IARC para potenciar la emisora.
- El 15 de marzo de 2024, Radio Imagina abandona la frecuencia 106.3 MHz de La Serena y Coquimbo, siendo vendida y reemplazada por Radio Beethoven (sin relación con IARC).
- El 7 de mayo de 2024, FM Dos se traslada del 106.5 MHz al 89.1 MHz (ex-Los 40) en Villarrica y Pucón, ya que la frecuencia anterior (106.5 MHz) fue vendida a Radio Corporación (sin relación con IARC).
- El 27 de enero de 2025, ADN Radio Chile abandona la frecuencia 89.3 MHz de Parral, siendo vendida y reemplazada por Radio Ambrosio, la cual inició sus transmisiones a inicios de febrero (sin relación con IARC).

## Premios Musa
El conglomerado organiza desde 2020 los Premios Musa. El premio busca reconocer a los mejores exponentes de la música nacional e internacional.